# 幻想供电
幻想供电（英語：Phantom power），又譯幻象电源，是在音響工程中以音控台向麦克风供电的技术。它采用电源与音频信号共用导线的方式减少了麦克風到音控台的连线。